# 愛しのナポリタン
『愛しのナポリタン』（いとしのナポリタン）は、2007年5月30日に発売された、期間限定ユニット、トリオ・ザ・シャキーンによるシングル。

## 収録曲

### CD
※（オリジナル・カラオケ）は通常盤のみ収録。
1. 愛しのナポリタン
作詞：MIZUE、作曲：Larry Forsberg・Sven-lnge Sjoberg・Lennart Wastesson・すみだしんや、編曲：前嶋康明
  - 日本テレビ系ドラマ「喰いタン2」主題歌
2. いただきマス!
作詞：zopp、作曲・編曲：Shusui・Martin Ankeliu・Henrik Andersson-Tervald
  - 日本テレビ系ドラマ「喰いタン2」イメージソング
3. 愛しのナポリタン（オリジナル・カラオケ）
4. いただきマス!（オリジナル・カラオケ）

### DVD
※初回限定盤のみ
1. 「愛しのナポリタン」ビデオクリップ+メイキング